# Borogoł
Borogoł (ros. Борогол) – wieś (ułus) w Rosji, w Buriacji, w rejonie barguzińskim. W 2010 liczyła 288 mieszkańców.